# Carl Wilhelm Hahn (Zoologe)
Carl Wilhelm Hahn (* 16. Dezember 1786 in Weingartsgreuth, Oberfranken; † 7. Oktober 1835 in Nürnberg) war ein deutscher Arachnologe, Entomologe und Zoologe (Ornithologe).

## Leben
Hahn war der Sohn eines Gärtners, der später beim Grafen Friedrich von Pückler in Fürth angestellt war. Er besuchte das Gymnasium in Erlangen, leistete bis 1808 Militärdienst. Er studierte Kameralwissenschaft in Erlangen und war dann in der lokalen Steuerverwaltung in Orten im Main- und Legaukreis. 1819 promovierte er in Erlangen und nannte sich danach Naturforscher und Privatgelehrter. 1818 begann er mit der Herausgabe der ersten Lieferung seines Buches über exotische Vögel. 1819 zog er von Fürth nach Nürnberg, wo er bessere Publikationsmöglichkeiten sah. 1820 heiratete er die Witwe eines Arztes, die schon drei Kinder hatte und mit der er eine weitere Tochter hatte. 1821 übersiedelte er nach München wegen eines Buchprojekts über die exotischen Vögel im Privatzoo des bayerischen Königs Maximilian I. Joseph, aus dem aber nichts wurde. 1825 verließ er München wieder aus unbekannten Gründen und zog nach Nürnberg. Dort gibt es nur noch spärliche Nachrichten von ihm und er starb 1835 an einem Lungenleiden.
Seine Monographie der Spinnen sollte ursprünglich in 12 Lieferungen pro Jahr erscheinen (mit jeweils nur 100 Exemplaren), es gab aber von 1820 bis 1836 nur insgesamt 8 Lieferungen, und von den ab 1831 erschienenen, die sein Verleger mit anderen (nicht genannten) Naturforschern herausgab, distanzierte sich Hahn. Die Zeichnungen fertigte er selbst (pro Lieferung 4 Farbtafeln, insgesamt sind auf 32 Farbtafeln 81 Spinnen abgebildet).
Da er mit seinem ersten Projekt und dessen Verleger unzufrieden war, veröffentlichte er ab 1831 die nach seinem Tod von Carl Ludwig Koch (1778–1857) fortgesetzte Reihe Die Arachniden (16 Bände in 94 Lieferungen bis 1848, mit mehr als 500 kolorierten Tafeln und insgesamt 2089 Seiten). In ihr sind viele Erstbeschreibungen (wie auch in Monographie der Spinnen).
Seine Spinnensammlung soll nach München gelangt sein, ist aber in der Zoologischen Staatssammlung nicht nachweisbar.

## Schriften
- Vögel aus Asien, Afrika, Amerika und Neu-Holland, in Abbildungen nach der Natur mit Beschreibungen. 19 Lieferungen, Lechner, Nürnberg 1818 bis 1836 (ab der 18. Lieferung von Heinrich Carl Küster herausgegeben, der auch 1850 nochmals eine Ausgabe mit revidiertem Text herausgab)
- Monographie der Spinnen. 8 Lieferungen, J. J. Lechner, Nürnberg 1820 bis 1836 (Digitalisat der Universitätsbibliothek Heidelberg: urn:nbn:de:bsz:16-diglit-15146, Reprint im Zentralantiquariat der DDR 1988)
- Die Arachniden. Zeh (ab Band 13 Lotzbeck), Nürnberg 1831 bis 1848 (die ersten beiden Bände 1831 und 1834 von Hahn, danach von Koch)
- Naturgetreue Abbildungen zur allgemeinnützigen Naturgeschichte der Thiere Bayerns. Eigenverlag, Nürnberg 1826 bis 1828 (126 Seiten und 100 kolorierte Tafeln, blattweise herausgegeben, 100 Exemplare)
- mit Jakob Ernst von Reider: Fauna Boica, oder gemeinnützige Naturgeschichte der Thiere Bayerns. 29 Lieferungen, Zeh, Nürnberg, 1830 bis 1835 (Digitalisat)
- Ornithologischer Atlas oder naturgetreue Abbildung und Beschreibung der außereuropäischen Vögel. 17 Lieferungen, Zeh, Nürnberg, 1834 bis 1841 (fortgesetzt von Heinrich Carl Küster, Digitalisate der Universitäts- und Landesbibliothek Sachsen-Anhalt (ULB): urn:nbn:de:gbv:3:3-61210)
- Icones ad Monographiam Cimicum, oder Abbildungen zur Monographie der wanzenartigen Insekten 1 Lieferung (24 kolorierte Tafeln), Lechner, Nürnberg 1826. (Digitalisat: urn:nbn:de:hbz:5:1-222401)
- Gründliche Anweisung Krustenthiere, Vielfüße, Asseln, Arachniden und Insecten aller Klassen zu sammeln, zu präparieren, aufzubewahren und zu versenden. Nach mehr als zwanzigjähriger Erfahrung und eigener Ausübung für Sammler und Liebhaber bearbeitet Zeh, Nürnberg 1834; 4. Auflage: Lotzbeck, Nürnberg 1854 (Digitalisat).
- Icones Orthopterorum, Abbildungen der hautflügeligen Insecten Lechner, Nürnberg 1835 (nur eine Lieferung, 1 Blatt Text, 4 kolorierte Tafeln)

Er lieferte außerdem Abbildungen für Johann Wolf: Abbildungen und Beschreibungen merkwürdiger naturhistorischer Gegenstände. 2 Bände, Tyroff, Nürnberg 1816 bis 1822, 2. Auflage 1827.